# Bandera de Santa Catarina
La bandera del estado de Santa Catarina fue establecida inicialmente por la Ley N.º 126 de 15 de agosto de 1895, la misma ley que estableció el escudo del estado de Santa Catarina durante el gobierno de Hercilio Luz, y tuvo como autor a José Boiteux.
Por el artículo 3 de dicha Ley, la bandera de Santa Catarina estaba compuesta de franjas blancas y rojas dispuestas horizontalmente en igual número a las comarcas del estado y un rombo verde en el centro de la bandera, dentro del cual había estrellas amarillas, correspondientes a los municipios del estado.
Durante el Estado Novo (Estado Nuevo en castellano), Getúlio Vargas suspendió el uso de símbolos estatales, incluyendo la bandera y escudo de armas, a través de la Constitución brasileña de 1937 y del Decreto-Ley N° 1202 del 8 de septiembre de 1939. Solo el 29 de octubre de 1953 la ley estatal N° 975, sancionada por el gobernador Irineu Bornhausen (reglamentada el 19 de febrero de 1954 por el Decreto N° 605) revitaliza el uso de los símbolos estatales. Esta ley también alteró el diseño de la bandera, basándose en el diseño original, y que se mantiene hoy en día.
Después de la alteración, la bandera de Santa Catarina llegó a estar compuesta por tres franjas horizontales iguales, siendo las de las extremidades rojas y la del centro blanca; sobre las franjas, un rombo verde claro que representa el color de Santa Catalina de Alejandría, patrona del estado. La misma ley también estableció la bandera del estado.
El artículo 2º de dicha ley dice que las armas consisten en una estrella de cinco puntas blanca, sobre la que se antepone un águila vista de frente, con las alas extendidas que sujeta con la garra derecha una llave y con la izquierda un ancla, encruzadas. Adornando su pecho tiene un escudo con la inscripción «17 de novembro» (en español:17 de noviembre) escrita horizontalmente. Rodean a la estrella una guirnalda de trigo en el lado izquierdo y una de cafeto en el lado derecho, ligadas en la parte inferior por un lazo rojo con las puntas flotantes, en el que aparece la inscripción: «Estado de Santa Catarina», en letras blancas. Y coronando la punta superior de la estrella hay un gorro frigio.
- Sobre el significado de las armas:

El gorro frigio simboliza las fuerzas republicanas que gobiernan el país; el ramo de café simboliza la agricultura del litoral; el ramo de trigo simboliza los cultivos del interior; la llave representa que Santa Catarina es un punto estratégico de primer orden; el águila representa las fuerzas productivas; el escudo contiene la fecha del establecimiento de la república en Santa Catarina, el 17 de noviembre de 1889.

## Descripción
De acuerdo con el Decreto 11/1954 la bandera del estado de Santa Catarina es tricolor, con dos rayas encamadas y una blanca, alternadas, en las dimensiones de 11 unidades de ancho por 8 de largo. En el centro tiene un paralelogramo en color verde claro cuyas puntas distan una unidad de longitud de los bordes de la bandera. Dentro de este reposan las armas del Estado, estando circunscritas en un círculo imaginario de 2,25 unidades de radio, de modo que el cruce de la llave y el ancla se da en el centro de la bandera. El escudo de armas en forma de estrella se encuentra en un círculo, también imaginario, de 1,5 unidades, centrada a 0,375 unidades por encima del cruce de la llave y el ancla.

## Colores
Los colores utilizados en la bandera no tienen sus tonalidades señaladas en la ley. Sin embargo, el manual de identidad visual del gobierno del estado especifica los siguientes colores para la confección del logotipo de gobierno (que es una versión modificada de la bandera):
| Color | Nombre       | CMYK        | sRGB        | Hexadecimal | Pantone        |
| ----- | ------------ | ----------- | ----------- | ----------- | -------------- |
|       | Rojo         | 0/100/100/0 | 237/50/55   | ED3237      | 485            |
|       | Verde claro  | 40/0/100/0  | 168/207/69  | A8CF45      | 376            |
|       | Verde oscuro | 75/0/100/0  | 69/182/83   | 45B653      | 363            |
|       | Amarillo     | 0/100/0/0   | 255/242/18  | FFF212      | Process Yellow |
|       | Marrón       | 0/100/60/60 | 129/75/38   | 814B26      | 4635           |
|       | Negro        | 0/0/0/100   | 55/52/53    | 373435      | Process Black  |
|       | Blanco       | 0/0/0/0     | 255/255/255 | FFFFFF      |                |

## Banderas históricas

Bandera de la provincia de Santa Catarina (hasta 1891).
Bandera de Santa Catarina, utilizada entre el 15 de agosto de 1895 y el 10 de noviembre de 1937.
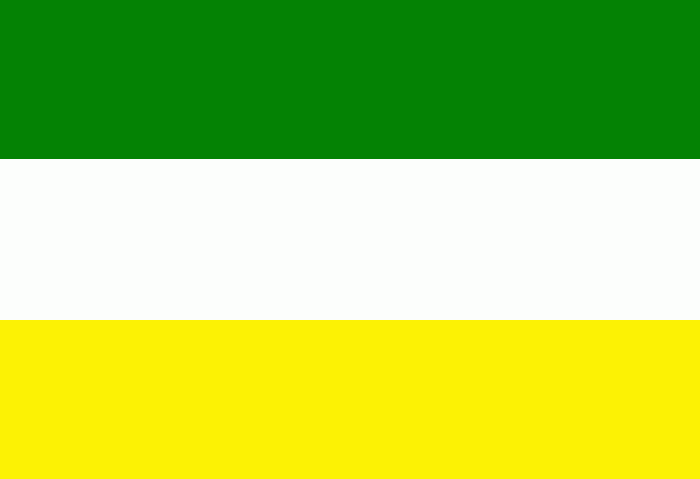
Bandera de la República Juliana (1839).
Bandera de los catarinenses en la Guerra del Contestado (1912-1915).
Posible segunda bandera de Santa Catarina (1937)

- Datos: Q2191442